# 多賀清直
多賀 清直（たが きよなお）は、室町時代の武将。多賀高直（たかなお、昌宗入道）の子。京極氏の家臣多賀氏の一族で多賀出雲守家の出身。
応仁の乱の最中の文明2年（1470年）に持清が没し、持清の嫡孫孫童子丸を擁立した孫童子丸の叔父京極政経と義弟の多賀高忠に反発、政経の兄政光と共に孫童子丸の庶兄乙童子丸（後の高清）を擁立して西軍に寝返り、六角高頼・斎藤妙椿らと組んで政経・高忠と交戦した（京極騒乱）。一時は高忠の前に苦戦を強いられるが、文明4年（1472年）9月に六角高頼・斎藤妙椿らの加勢で高忠を破った。
文明7年（1475年）に出雲国人を率いた高忠が反撃したが、11月に土岐成頼・斯波義廉の援軍で勝利、北近江の領有を確実とした。文明4年に政光が亡くなってからは子の宗直と共に文明11年（1479年）に死去するまで乙童子丸の補佐と北近江の統治を行った。